# Надя Кассіні
Надя Кассіні (італ. Nadia Cassini; 2 січня, 1949, Вудсток, США — 18 березня 2025, Реджо-Калабрія, Італія) — італо-американська акторка, співачка і модель. Відома завдяки ролям в італійських еротичних комедіях 1970—1980 років.

## Біографія
Мати Наді Кассіні була італійкою, батько німець. Її ім'я та прізвище при народженні — Джіанна Лу Мюллер. Дуже рано пішла з батьківського дому. Працювала співачкою в нічному клубі, хористкою, була моделлю. Близькі стосунки пов'язували Надю Кассіні з відомим письменником Жоржем Сименоном. У 1968 році вона вийшла заміж за американського журналіста графа Ігоря Кассіні відомого під псевдонімом Чолла Нікербокер.
З 1970 року — у кіно («Розлучення», режисер Ромлі Гуєрієрі). У 1970-ті — початку 1980-х років Надя Кассіні була зіркою еротичного італійського кіно. Разом з чоловіком переїхала до Риму, де виступала як модель. У 1972 році вона розлучилася з Кассіні й переїхала до Лондона зі своїм новим нареченим грецьким актором Йорго Воягісом. У 1977 році у неї народилася донька Кассандра.
Виступала як естрадна співачка, записала кілька музичних дисків.
Після невдалої пластичної операції пішла з кіно. Деякий час працювала на французькому телебаченні, потім повернулася до США.

## Фільмографія
- Прекрасні квартали (ТБ, 1983)
- Молоді, красиві... ймовірно, багаті (1982)
- Саркастичний громадський помічник (1981)
- Її ще дізнаватися і дізнаватися (1981)
- Лікарка і полковник (1980)
- Медсестра у військовій палаті (1979)
- Я — зомбі, ти — зомбі, вона — зомбі (1979)
- Учителька дурить... усі класи (1979)
- Зіткнення зірок (1978)
- Мисливці за коханням (1978)
- Настільки роздягнені, що ніякого сорому... (1976)
- Срібний язичок (1976)
- Дешеве чтиво (1972)
- Коли жінка грає в динг-донг (1971)
- Удар дубиною... скільки разів тобі наставляли роги на цьому світі? (1971)
- Зміїний бог (1970)
- Розлучення (1970)

## Дискографія

### Альбоми
- 1978 — Encounters Of A Loving Kind (CGD)
- 1983 — Get Ready (RCA Italiana)
- 1985 — Dreams (Five Record, FM 13540)

### Сингли
- 1977 — Giorno per giorno/Passaporto per la follia (CGD, 7")
- 1978 — Encounters/Honey (CGD, 7")
- 1982 — Tu sei l'unico amore (Ricordi, 7")
- 1982 — Quando (mi sto innamorando)/A chi la do stasera (Ricordi, 7")
- 1983 — Get Ready/Too Late (RCA, 7")
- 1983 — I Like Boys/Obsessed (Memo Records, 12")
- 1984 — Bum bum cantiamo/Più forte (Five Record, 7")